# 小行星6816
小行星6816（6816 Barbcohen）是一颗绕太阳运转的小行星，为主小行星带小行星。该小行星于1981年3月2日发现。

## 轨道参数
小行星6816的轨道半长轴为2.2902835 UA，离心率为0.164。